# Aljassa
Aljassa is een geslacht van spinnen uit de  familie van de Anyphaenidae (buisspinnen).

## Soorten
- Aljassa annulipes (Caporiacco, 1955)
- Aljassa notata (Keyserling, 1881)
- Aljassa poicila (Chamberlin, 1916)
- Aljassa subpallida (L. Koch, 1866)
- Aljassa venezuelica (Caporiacco, 1955)